# 428 Monachia
428 Monachia este un asteroid din centura principală, descoperit pe 18 noiembrie 1897, de Walther Villiger.